# غونتر إغر
غونتر إغر (بالألمانية: Günther Eger)‏ هو متزلج جماعي ألماني، ولد في 7 سبتمبر 1964 في تيغرنزيه في ألمانيا.

## وصلات خارجية
- غونتر إغر على موقع أوليمبيديا (الإنجليزية)